# Паттон, Марк
Марк Паттон (англ. Mark Patton; род. 22 сентября 1959, Ривесайд, штат Миссури, США) — американский актёр, известный по роли Джесси Уолша в фильме «Кошмар на улице Вязов 2: Месть Фредди».

## Биография
В восемь лет Марк начал увлекаться гимнастикой и попал в Младшую Олимпийскую Лигу. Однако в школе он переключился на занятие актёрским ремеслом, когда стал играть в школьном театре — так он попал в постановки «Night Must Fall» и «House of Blue Leaves» прославленной труппы «Missouri Repertory Company». Кроме того, актёр увлекался кантри-музыкой — его родители очень хотели, чтобы именно с этим увлечением была связана дальнейшая карьера Марка.
В 17 лет перед Паттаном встал выбор — отправиться в Нашвилл или Нью-Йорк. Выбор пал на Большое яблоко — со 132 долларами в кармане актёр оказался в мегаполисе. Первое время Марк подрабатывал барменом, но благодаря работе своего агента быстро получил роли в многочисленной рекламе. Вскоре он получает роли в фильмах «Come Back to the Five 'n Dime Jimmy, Dean Jimmy Dean» и «Anna… To The Ifinite Power». И наконец — главная роль Джесси Уолша в продолжении успешного фильма ужасов «Кошмар на улице Вязов 2: Месть Фредди». После этого Марк снялся в пилоте телевизионного сериала «Kelsey’s Son» с Чаком Коннорсом, но проект был закрыт.
Почти 25 лет о Марке не было никакой информации в Интернете, однако когда начались съёмки документального фильма о сериале про Фредди Крюгера, создатели опубликовали сообщение с просьбой поделиться любой информацией о местонахождении актёра на форуме сайта NightmareOnElmStreetFilms.Com. Вскоре актёра нашли, и он принял участие в создании фильма, дав интервью, в котором впервые за долгое время он ответил на вопросы, которые интересовали его поклонников.
В интервью Марк признался, что не против вновь сняться в фильме, но только если проект заинтересует его настолько, чтобы он вернулся в большое кино.
12 мая 2010 года, актёр появился в качестве специально приглашённого гостя на четырнадцатой конвенции «Monster Mania».
В 2019 году снялся в роли самого себя в документальном фильме «Кричи, Королева! Мой кошмар на улице Вязов». Фильм посвящён второй части киносериала о Фредди Крюгере — «Кошмар на улице Вязов 2: Месть Фредди», исследует гомофобию вокруг картины и судьбу Паттона после выхода фильма.

## Личная жизнь
Марк Паттон является открытым геем. По словам актёра, Голливуд того времени был крайне нетерпим к гомосексуалам. Каждый стремится пошутить по этому поводу, а папарацци дежурят у гей-клубов в желании выяснить, кто из актёров — гей. Именно поэтому, когда на актёра свалилась слава после роли Джесси и выхода фильма, он решил, что не хочет жить в такой обстановке. Паттон публично признался в своей ориентации вскоре после выхода фильма и покинул шоу-бизнес. По мнению многих критиков, это было ошибкой, так как у юноши был огромный актёрский потенциал.
В 40 лет ему поставили диагнозы ВИЧ, пневмония, молочница и туберкулёз. В ходе борьбы с болезнями актёр столкнулся с плохим сочетанием лекарств от ВИЧ и туберкулёза, после чего был госпитализирован. После выздоровления он переехал в Мексику, где встретился и позже вступил в брак с Гектором Моралесом Мондрагоном. Пара владеет и управляет художественным магазином в Пуэрто-Вальярте. Сейчас[когда?] Марк является успешным дизайнером и художником, живёт со своим партнёром в Мексике.
После появления в документальном фильме «Больше никогда не спи: Наследие улицы Вязов» Паттон начал гастролировать по конвенциям ужасов, где его признали первой мужской версией «королевы крика». Он жертвует большую часть своих гонораров группам по лечению ВИЧ и благотворительным организациям, помогающим ЛГБТ-молодёжи, таким как «Проект Тревор».
В январе 2023 года Паттон был вынужден отменить несколько запланированных выступлений в Чикаго после того, как был госпитализирован в Мексике. Через своего менеджера он опубликовал заявление, подтверждающее, что его болезнь перешла в стадию СПИДа, и обратился за помощью через страницу GoFundMe.

## Фильмография
| Год  |     | Русское название                                  | Оригинальное название                                  | Роль                         |
| ---- | --- | ------------------------------------------------- | ------------------------------------------------------ | ---------------------------- |
| 1982 | ф   | Приходи ко мне на встречу, Джимми Дин, Джимми Дин | Come Back to the Five and Dime, Jimmy Dean, Jimmy Dean | Джо Каллей                   |
| 1983 | ф   | Анна и безграничная сила                          | Anna To The Infinite Power                             | Роуэн Харт                   |
| 1985 | ф   | Кошмар на улице Вязов 2: Месть Фредди             | A Nightmare on Elm Street Part 2: Freddy's Revenge     | Джесси Уолш                  |
| 1986 | с   | Сын Келси                                         | Kelsey’s Son                                           | Тим Келси                    |
| 1986 | с   | Отель                                             | Hotel                                                  | Тод Рэдклифф                 |
| 1986 | с   | CBS Особенные школьные каникулы                   | CBS Schoolbreak Special                                | Крис Дженсон                 |
| 1989 | ф   | Неприкаянные                                      | Misplaced                                              | хулиган                      |
| 2003 | ф   | Фредди против Джейсона                            | Freddy vs. Jason                                       | Джесси Уолш (архивные кадры) |
| 2010 | док | Больше никогда не спи: Наследие улицы Вязов       | Never Sleep Again: The Elm Street Legacy               | самого себя                  |
| 2016 | ф   | Семейные ценности                                 | Family Possessions                                     | Тайсон                       |
| 2017 | ф   | Амитивилль: Зло никогда не умрёт                  | Amityville: Evil Never Dies                            | Джеймс                       |
| 2019 | док | Кричи, Королева! Мой кошмар на улице Вязов        | Scream, Queen! My Nightmare on Elm Street              | самого себя                  |
| 2020 | кор |                                                   | #StopTheNightmare                                      | Джесси Уолш                  |
| 2020 | ф   | Одна мёртвая собака                               | 1 Dead Dog                                             | дядя Тэд                     |
| 2021 | с   | Счастливые слэшеры                                | Happy Slashers                                         | Норм                         |
| 2022 | ф   | Проглоченное                                      | Swallowed                                              | Рич                          |
| 2022 | ф   | Столкновение прошлого и будущего                  | The Once and Future Smash                              | самого себя                  |
| 2022 | ф   | Адское сборище 2                                  | Reunion from Hell 2                                    | Райан Лавери                 |
| 2023 | ф   |                                                   | The Creeps                                             | пропавший человек            |
| 2023 | ф   |                                                   | Watchdog                                               | Роберт                       |